# Henri Bouckaert
Pour les articles homonymes, voir Bouckaert.
Henri Bouckaert est un rameur français né le 3 mai 1870 à Roncq et mort accidentellement le 29 avril 1912 en mer dans la catastrophe du "Texas", coulé par un obus turc à l'entrée du golfe de Smyrne,où il se trouvait comme représentant de commerce. Il était membre du Cercle nautique de l'Aviron de Roubaix.

## Biographie
Henri Bouckaert est le fils de Pierre Bouckaert et de Romanie Bruneel.

## Carrière
Henri Bouckaert dispute l'épreuve de quatre avec barreur aux côtés d'Émile Delchambre, de Jean Cau, Henri Hazebrouck et Charlot aux Jeux olympiques d'été de 1900 à Paris. Les cinq Français remportent la médaille d'or.
Il remporte le titre de champion de France de quatre sans barreur aux côtés d'Émile Delchambre, de Jean Cau et d'Henri Hazebrouck à Paris en aout 1900.